# Cantó de Chemillé-Melay (2015)
El cantó de Chemillé-Melay és una divisió administrativa francesa del departament de Maine i Loira, creada el 2015. Té 9 municipis i el cap es Chemillé-Melay.

## Municipis
- Chemillé-Melay
- Aubigné-sur-Layon
- Beaulieu-sur-Layon
- Bellevigne-en-Layon
- Chavagnes-les-Eaux
- Martigné-Briand
- Mozé-sur-Louet
- Notre-Dame-d'Allençon
- Val-du-Layon

## Consellers departamentals
| Data d'elecció | Identitat        | Partit        | Qualitat |
| -------------- | ---------------- | ------------- | -------- |
| 2015 -         | Hervé Martin     | Divers droite |          |
| 2015 -         | Maryvonne Martin | Divers droite |          |

## Demografia
En el moment de la seua creació té 36.614 habitants.